# Iran van A tot Z

Locatie van Iran

## A
Achaemeniden -
Rahman Ahmadi -
Mahmoud Ahmadinejad -
Alexander de Grote -
Masih Alinejad -
Ardashir -
Arsaciden -
Artaxerxes II -
Ayatollah -
Aziatische weg 1 -
Aziatische weg 2

## B
Bahai -
Bam -
Hashem Beikzadeh -
Steven Beitashour -
Beloetsjistan

## C
Cambyses II -
Chador -
Cyrus II de Grote

## D
Dari -
Darius I -
Ali Daei -
Ashkan Dejagah

## E
Omid Ebrahimi

## F
Alireza Faghani - 
Farsi

## G
Geschiedenis van Iran -
Reza Ghoochannejhad

## H
Alireza Haghighi -
Amir Hashemi -
Vahid Hashemian -
Farzad Hatami -
Nasser Hejazi -
Khosro Heydari -
Jalal Hosseini -
Hystaspes -
Hyrcanië

## I
Iran -
Iran Nucleair Deal -
Iran-Contra-affaire -
Irak-Iranoorlog -
Iraans Filmfestival -
Iraanse monarchie -
Iraanse Revolutie -
Iraanse Revolutionaire Garde -
Iraanse rial -
Iraanse ruimtevaartorganisatie -
Isfahan -
ISO 3166-2:IR

## J
Alireza Jahanbakhsh -
Saeed Janfada

## K
Ali Karimi -
Kaspische Zee -
Ali Khamenei -
Mohammad Khatami -
Omar Khayyám -
Ayatollah Khomeini -
Khorramabad -
Khusro I -
Khusro II -
Abbas Kiarostami -
Kilan -
Lijst van koningen van Perzië

## L
Lorestan -
Lori -
Lors -
Luri

## M
Hossein Mahini -
Sosha Makani -
Mehdi Mahdavikia -
Masjedsoleiman -
Meden -
Mesopotamië -
Mithridates I de Grote -
Mohammad Mossadeq -
Mehdi Mahdavikia

## N
Javad Nekounam -
Nieuw-Perzisch -
Noroez -
Nucleair programma van Iran

## O
Mehrdad Oladi

## P
Farah Pahlavi -
Mohammad Reza Pahlavi -
Parsi -
Parthen -
Persepolis -
Perzen -
Perzisch -
Perzische Golf -
Perzische Rijk -
PMOI

## Q
Qom

## R
Raad van Hoeders -
Ali Akbar Hashemi Rafsanjani -
Gholamreza Rezaei -
Hassan Rohani

## S
Behrang Safari -
Marjane Satrapi - 
Sassaniden -
Sjah -
Shahab-3 -
Keyvan Shahbazi -
Reza Shahroudi -
Shiraz -
Sjiisme -
Sorood-e Jomhoori-e Eslami

## T
Tabriz -
Taq-e-Bustan -
Teheran -
Andranik Teymourian

## X
Xerxes I

## Z
Zagrosgebergte -
Zarathustra -
Zoroastrisme